# Флаг Мэна
Флаг Мэна (англ. Flag of Maine) — один из государственных символов штата Мэн.
Флаг представляет собой синее (лазоревое) прямоугольное полотнище с расположенным в центре гербом штата. Официальной расцветки у герба нет, поэтому можно встретить разные варианты флага. Кроме того, на официальных мероприятиях флаг должен быть в жёлтой (золотой) кайме, но это правило соблюдается не всегда. Размеры сторон обычно 3:5.
Нынешний вариант был принят 23 февраля 1909 года.
- Торговый и морской флаг штата
- Флаг 20-го пехотного полка добровольцев штата Мэн времён гражданской войны